# Дом Габашвили (Тбилиси)
Дом князя Васила Габашвили (груз. თავად ვასილ გაბაშვილის სახლი) — жилой дом, памятник архитектуры XIX века, достопримечательность Тбилиси (проспект Руставели, 54).

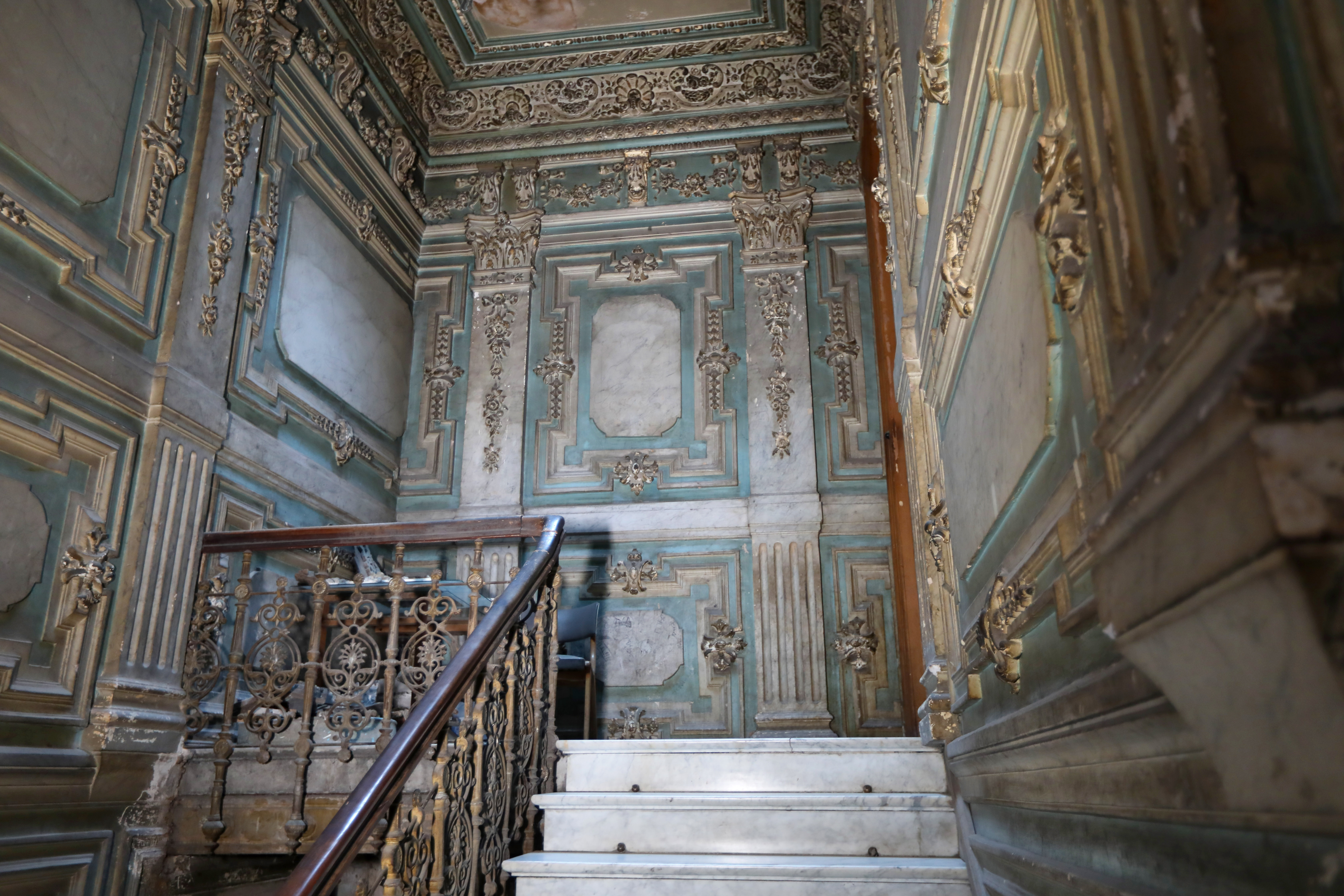
Интерьер здания

## История
Построен архитектором Корнелием Татищевым для князя Василия Илларионовича Габашвили в 1896 году.
Дом в качестве приданого был отдан дочери князя Дарье, когда та вышла замуж за медика Николая Кипшидзе (1887—1954).
После установления советской власти прежние хозяева были «уплотнены» — половина жилплощади (первый этаж) были заселены новыми жильцами. Однако высокое положение Кипшидзе, сделавшего карьеру при новой власти, спасло от бо́льших притеснений.
В 1960-е годы потомкам прежних хозяев удалось выкупить квартиры на первом этаже и полное владение зданием было ими восстановлено.
Здание пострадало при аварии на канатной дороге с проспекта Руставели на гору Мтацминда 1 июня 1990 года. Из-за обрыва несущего троса и не срабатывания тормозной системы кабины упали на крышу дома, погибли люди.